# Gombe (grad u Nigeriji)
Gombe je glavni grad istoimene nigerijske savezne države Gombe. Leži na sjeveroistoku države, 200 km od granice s Kamerunom. Godine 1919. osnovale su ga britanske kolonijalne vlasti.
Pored grada se nalazi međunarodna zračna luka Gombe Lawanti.
Prema popisu iz 1991., Gombe ima 163.604 stanovnika.